# Jelena Nišavić
Jelena Nišavić (née le 17 septembre 1980) à Belgrade est une joueuse internationale serbe de handball, évoluant au poste d'ailière gauche au ŽORK Jagodina.

## Palmarès

### En club
Compétitions nationales
- Champion de Serbie en 2011, 2012 et 2013 avec ŽRK Zaječar
- Vainqueur de la Coupe de Serbie en 2011, 2012 et 2013 avec ŽRK Zaječar

### En sélection
- 4e au championnat d'Europe en 2012 en Serbie avec la Serbie[1]
- vice-championne du monde en 2013 en Serbie avec la Serbie[2]